# XBIZ

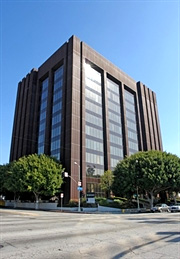
Sitz von XBIZ in Los Angeles

XBIZ ist ein US-amerikanisches Verlagsunternehmen, das sich auf die Veröffentlichung von Branchennachrichten und -informationen der Sexindustrie spezialisiert hat.
Neben seiner Website Xbiz.com erscheint alle zwei Monate ein Branchenmagazin. Das Unternehmen hält außerdem zweimal im Jahr eine Messe ab und agiert als Business-to-Business-Netzwerker innerhalb der Pornoindustrie. Vertreter der XBIZ werden häufig in den Massenmedien zitiert, wenn es um Trends und Geschäftsgebaren in der Sexindustrie geht.
XBIZ und alle damit verbundenen Publikationen unterstehen Adnet Media, einer Firma, die 1998 von Alec Helmy, einem Veteranen der Pornoindustrie gegründet wurde. Helmy ist außerdem Gründer der Association of Sites Advocating Child Protection (ASACP).

## Produkte
- XBIZ.com – Ein Nachrichtenportal der Sexindustrie, bestehend aus Nachrichten, Terminen, Blogs, verschiedenen Dienstleistungen und einer Datenbank.[13]
- XBIZ Newswire –  Nachrichtendienst und RSS-Feed[14][15]
- XBIZ World Magazine – Branchenmagazin  für den digitalen Markt. Das Magazin beinhaltet Nachrichten aus dem technischen Bereich, Leitartikel, Marktanalysen, Trendcharts und Interviews mit Menschen aus der Branche.[4]
- XBIZ Premiere Magazine – Ein Branchenmagazin für den Einzelhandel. Das früher XBIZ Premiere genannte Magazin deckt Neuheiten der Sexindustrie ab und berichtet über neuere Entwicklungen im Bereich der Videos, der Sexspielzeuge und allen weiteren Bereichen des Einzelhandels.[16]
- XBIZ Digital Edition – Online-Ausgabe der beiden Zeitschriften XBIZ World Magazine und  XBIZ Premiere Magazine
- XBIZ Research – Marktforschung
- XBIZ.net – Netzwerk für Unternehmer der Branche.[4]

## Messen

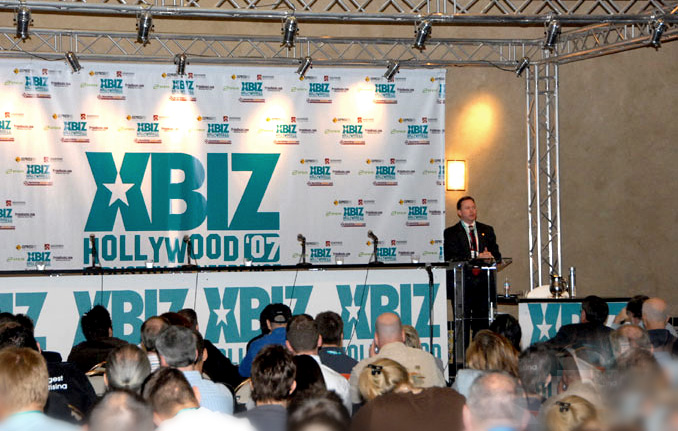
Xbiz Conference 2007 in Hollywood

XBIZ hält jährlich zwei Messen ab: die XBIZ LA Conference im Winter und das XBIZ Summer Forum.
Die XBIZ Los Angeles Conference bietet vielfältige Möglichkeiten für Unternehmer der Branche. Es werden Seminare und Diskussionsforen sowie allgemeine Debatten über die Branche abgehalten. Auch die Stars der Branche treten auf. Die im Februar stattfindende Messe hat als Höhepunkt die Verleihung der XBIZ Awards. Neben Konferenz und der Verleihung ist auch eine Messe vor Ort, auf der die neuesten Produkte vorgestellt werde. Auf der Veranstaltung tagt auch die The Free Speech Coalition.
XBIZ Forum, die Messe im Sommer, ist eine Business-to-Business-Netzwerkveranstaltung für den Internethandel und dient der Pflege von Geschäftsbeziehungen. Die Veranstaltung findet an drei Tagen jährlich im Hard Rock Hotel and Casino in Paradise, Las Vegas statt. Wie bei der Winterkonferenz treten die Macher und Stars der Branche auf und es wird auch ein Unterhaltungsprogramm geboren.

## XBIZ Awards/XMA Awards

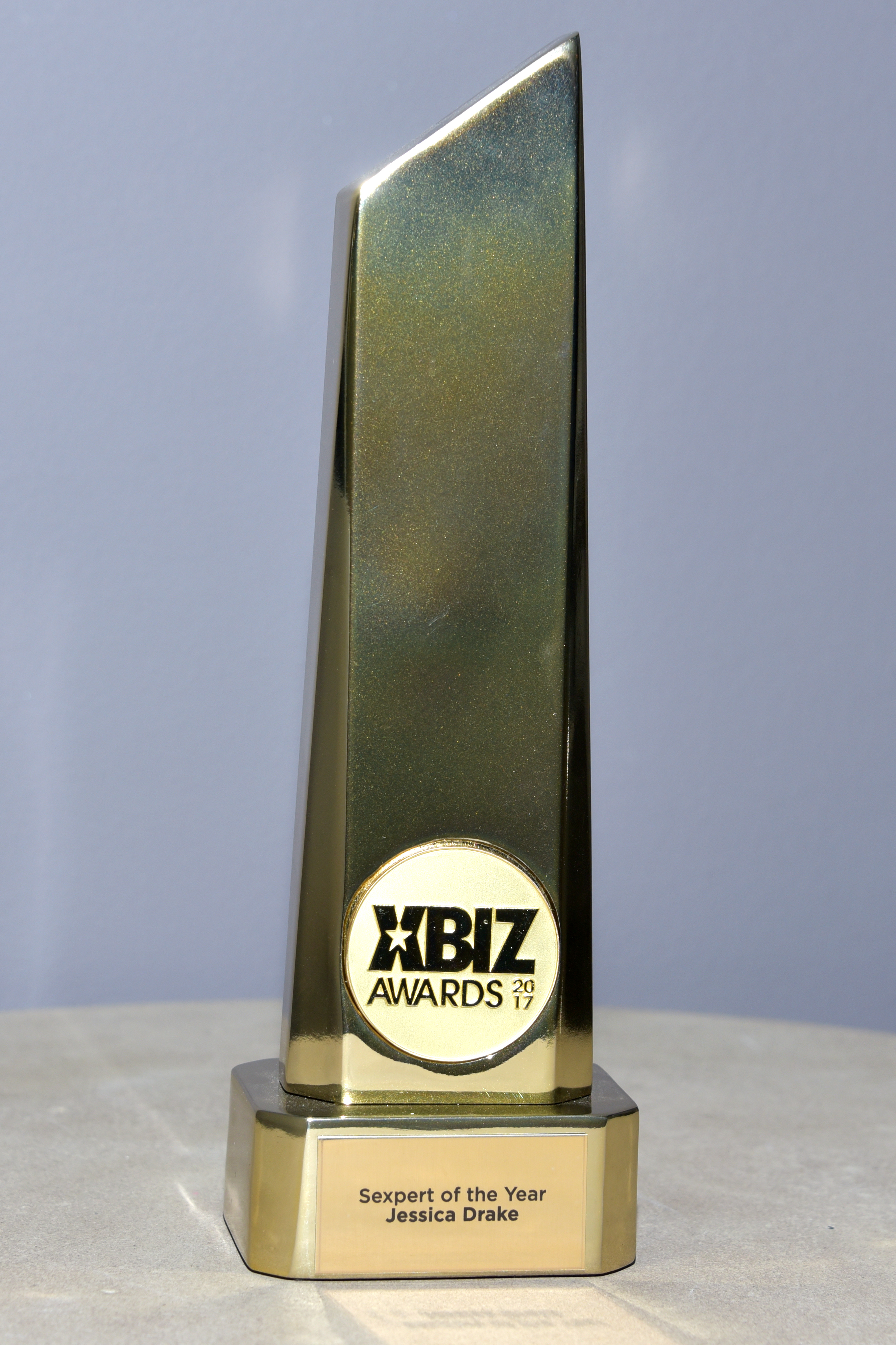
XBIZ Award

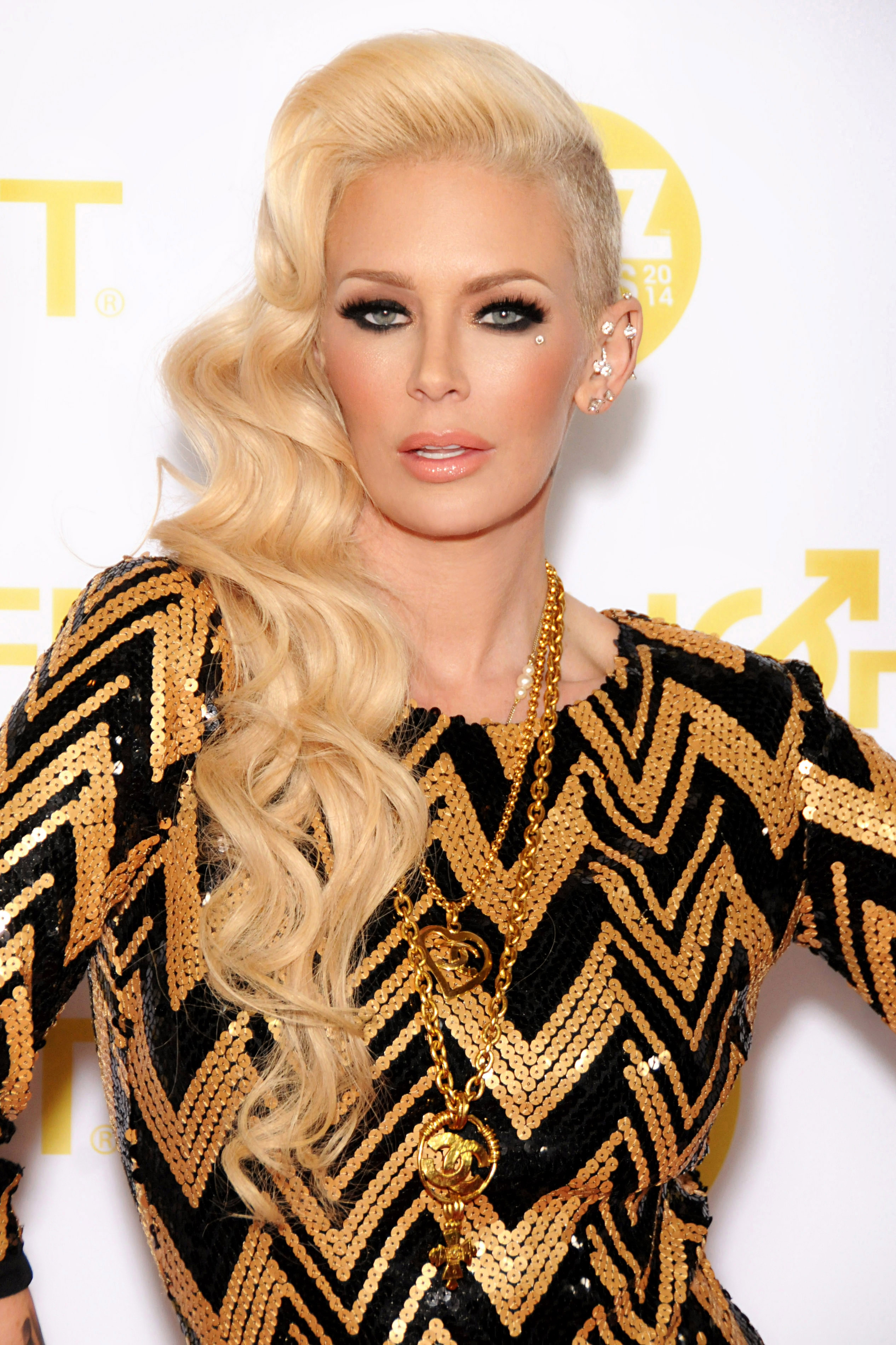
Jenna Jameson auf der XBIZ Award Show 2014

Die XBIZ Awards sind die größte Preisverleihung im B2B-Sektor der Sexindustrie. Die Verleihung findet im Rahmen der Winterkonferenz statt und wird von dem Branchenmagazin ausgerichtet. 2003 fand die erste Veranstaltung statt. Seit 2025 erfolgt die Verleihung unter dem Namen XMA Awards. Die Nominierungen werden von den Mitgliedern der Branche festgelegt. Die Jury wird von den Mitarbeitern von XBIZ, Kollegen und Partnern gestellt.
Ursprünglich fanden die XBIZ Awards nur zur Auszeichnung von Online-Unternehmen der Pornoindustrie für deren technisches Wirken sowie zur Auszeichnung einer online besonders engagierten Darstellerin statt. Auch Juristen wie Gregory Piccionelli wurden geehrt. Seit 2008 werden die Preise auch in Film- und Darstellerkategorien vergeben. Durch diese Öffnung wuchs die Preisverleihung im Laufe der Jahre von ursprünglich acht Kategorien auf über 100 an. Der Besuch der Veranstaltung ist registrierten Besuchern der beiden XBIZ-Messen und Presse-Akkreditierungen vorbehalten. Von einer kleinen Veranstaltung am Rande der LA Conference entwickelte sich die Verleihung zu einer Gala mit bis zu 2.000 Besuchern aus der Branche. 2011 zog die bis dahin im historischen Nachtklub Avalon Hollywood abgehaltene Veranstaltung in das Theater Hollywood Palladium. Moderiert wird die Veranstaltung nicht nur von Stars der Pornoindustrie, sondern auch von Stars aus Film und Fernsehen, so etwa Jesse Jane und der Komikerin Whitney Cummings 2011 oder Jessica Drake, Kayden Kross und Ben Gleib 2012. In den Jahren 2019 und 2020 wurde die Veranstaltung von Stormy Daniels, einer Pornodarstellerin, Pornoregisseurin und Aktivistin moderiert.